# Рагозин, Александр Иванович
Александр Иванович Рагозин (3 апреля 1954, с. Стрелецкое, Белгородский район, Белгородская область, РСФСР — 16 октября 2015, Курск, Российская Федерация) — советский и российский тренер по боксу, заслуженный тренер России.

## Биография
Выступал как боксер, в 1972 году ему было присвоено звание мастера спорта СССР.
Тренерскую деятельность начал в 1974 г. В 1981 г. переехал на работу в город Курск в областной совет ДСО «Спартак». Среди его воспитанников: заслуженный мастер спорта России, чемпион Олимпийских игр 2004 года Александр Поветкин, победители и призеры чемпионатов и первенств мира, Европы и России мастера спорта международного класса Гамзат Исалмагомедов и Михаил Захаров; мастера спорта России Владимир Поветкин, Евгений Воробьев, Андрей Афонин, Виктор Орехов. Долгие годы руководил тренерским составом и сборной командой Курской области.
Скоропостижно скончался на рабочем месте, во время чемпионата ЦФО по боксу в Белгороде.

## Награды и звания
Заслуженный тренер России (2003), заслуженный работник физической культуры Российской Федерации (2005). Почетная грамота Губернатора Курской области (2014).